# Drzewo (elektronika)
Drzewo - stosowany w elektronicznej teorii grafów sposób przedstawienia układu elektronicznego mający na celu ułatwienie rozwiązywalności układu (wyznaczenie wszystkich parametrów) - tzw. metoda symboliczna. To praktyczne zastosowanie drzewa matematycznego powiązane ze znajomością podstawowych praw elektryczności sprowadza problematykę elektroniczną do czystej matematyki.
Stąd też do opisywania obwodu używa się terminologii matematycznej: część obwodu pomiędzy dwoma węzłami nazywana jest gałęzią, a zbiór wszystkich gałęzi grafem. Zgodnie z matematyczną definicją drzewem nazywa się spójny zbiór gałęzi grafu, zawierający wszystkie węzły grafu lecz niezawierający oczek (cykli).